# نصيرة بوكاموم
نصيرة بوكاموم (من مواليد 9 مايو 1971  ) هي متزلجة جزائرية في جبال الألب . شاركت في الألعاب الأولمبية الشتوية لعام 1992 في كل من سباق السوبر جي للسيدات وسباق التعرج العملاق للسيدات. كما أنها كانت حامل للعلم الجزائري  في الألعاب الأولمبية الشتوية عام 1992.

## روابط خارجية
- نصيرة بوكاموم على موقع الاتحاد الدولي للتزلج (التزلج على المنحدرات الثلجية) (الإنجليزية)
- نصيرة بوكاموم على موقع اللجنة الأولمبية الدولية (الإنجليزية)
- نصيرة بوكاموم على موقع أوليمبيديا (الإنجليزية)